# Plumiperla diversa
Plumiperla diversa är en bäcksländeart som först beskrevs av Theodore Henry Frison 1935.  Plumiperla diversa ingår i släktet Plumiperla och familjen blekbäcksländor. Inga underarter finns listade i Catalogue of Life.